# Diaochan

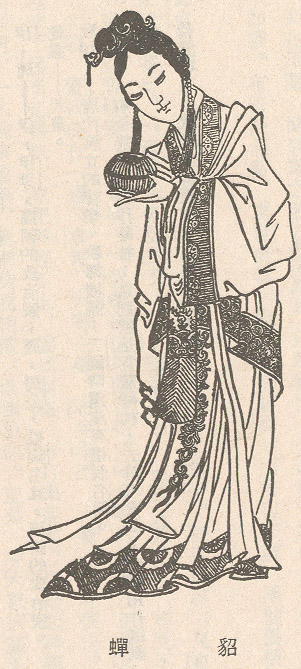
Illustration in einer Qing-Ausgabe der Geschichte der Drei Reiche.

Diaochan (chinesisch 貂蟬 / 貂蝉, Pinyin Diāo Chán) ist die einzige der Vier Schönheiten Chinas, über die keine historischen Berichte vorliegen. Womöglich ist sie eine fiktive Gestalt. Sie soll unter der späten Östlichen Han-Dynastie gelebt haben und im Jahr 162 geboren sein. Aus den Dokumenten dieser Zeit geht hervor, dass der General Lü Bu eine Affäre mit einem Dienstmädchen seines Herrn Dong Zhuo hatte.

## Name
Der Name Diāo Chán bedeutet übersetzt Zobel-Zikade. Wahrscheinlich handelt es sich um einen nachträglich erfundenen Namen, da Diāo kein gebräuchlicher chinesischer Familienname ist. Der Name Diāo Chán (Zobel-Zikade) dürfte auf die Kopfbedeckung der hohen Beamten der östlichen Han-Dynastie anspielen, die Hüte (Kappen) trugen, die mit Zobelschwänzen und Jadezikaden dekoriert waren.

## Die Geschichte der Drei Reiche

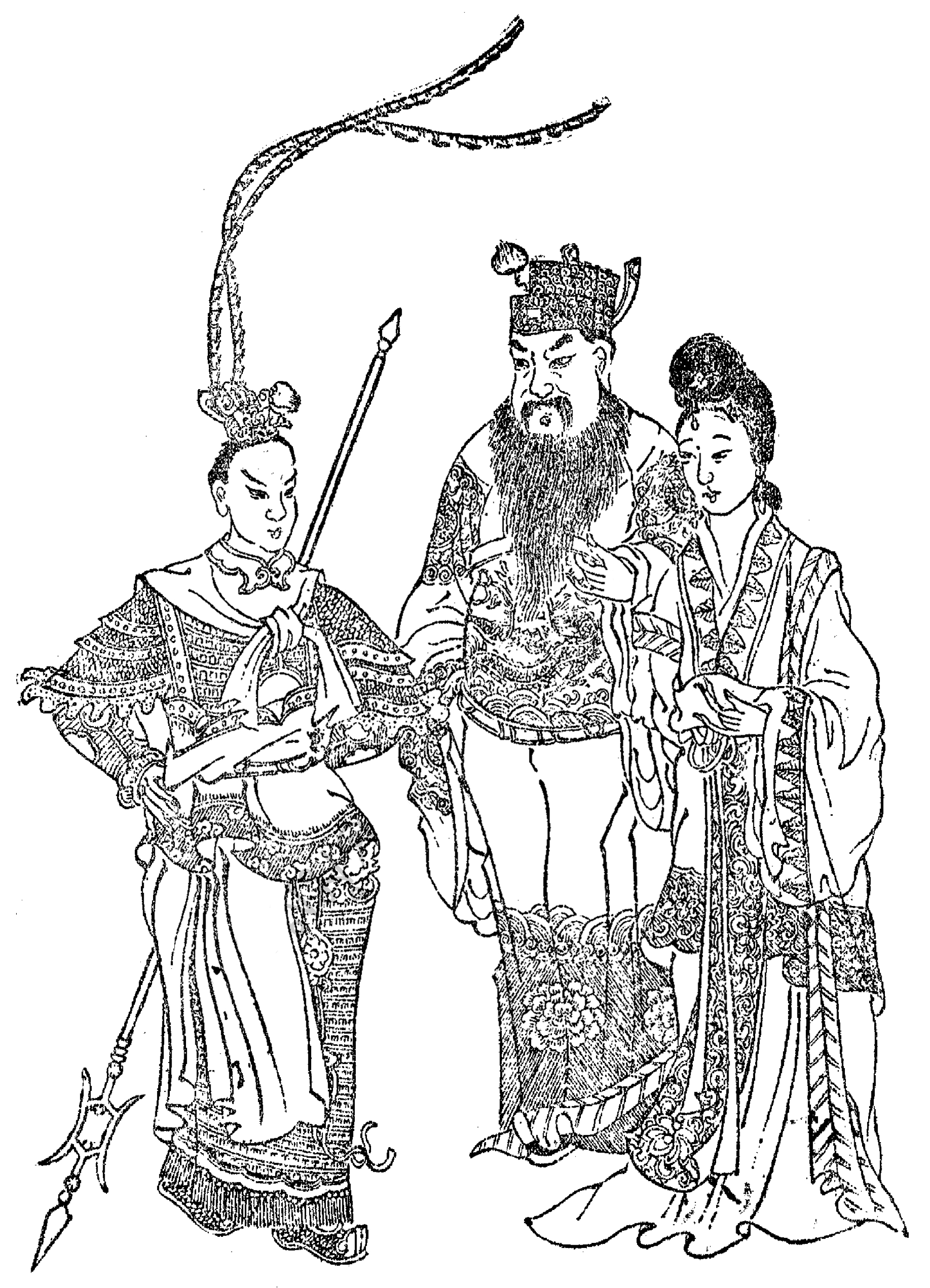
Lü Bu (links), Dong Zhuo (mittig) und Diao Chan (rechts)

In Luo Guanzhongs Roman Die Geschichte der Drei Reiche sinnt der tugendhafte Minister Wang Yun der östlichen Han-Dynastie nach einem Weg, den grausamen und unberechenbaren Oberbefehlshaber Dong Zhuo zu stürzen. Dazu besinnt er sich auf die Geschichte von Xi Shi, der ersten der Vier Schönheiten, die durch ihre Schönheit und ihren Charme den König Fuchai von Wu zu Fall brachte. Wang Yun beschließt, den General Lü Bu gegen seinen Oberbefehlshaber Dong Zhuo aufzustacheln. Dazu spielt er die beiden Männer gegeneinander aus, indem er seine Adoptivtochter Diao Chan mit deren Einverständnis zuerst zu Lü Bus Verlobter und danach zu Dong Zhuos Konkubine macht, was Lü Bu gegen Dong Zhuo aufbringt. Unterstützt wird diese Strategie von Diao Chans Schönheit und Charme, die beiden Männern gleichzeitig den Hof macht. Dong Zhuos Stratege Li Ru durchschaut die Schliche und empfiehlt seinem Herrn, Diao Chan lieber Lü Bu zu überlassen. Aber Dong Zhuo betont, dass ihm kein Mann soviel bedeute wie dieses Mädchen, und droht Li Ru mit der Hinrichtung. Diao Chan wickelt indes Lü Bu um den kleinen Finger und klagt, dass sie äußerst unglücklich über den ungehobelten Dong Zhuo sei und nur mit ihm, Lü Bu, zusammenleben möchte. Lü Bu gerät darüber in Wut und tötet schließlich seinen Nebenbuhler. Diao Chan begleitet Lü Bu auf dessen Feldzügen gegen Cao Cao und bei seiner Eroberung von Puyang. Nachdem Lü Bu von Cao Cao bei Xiapi geschlagen wird, wird Diao Chan nicht mehr im Roman erwähnt.